# زنوبيا (فلم)
زنوبيا (بالإنجليزية: Zenobia) هو فيلم أبيض وأسود كوميدي أمريكي صدر عام 1939 من إخراج جوردون دوغلاس وبطولة أوليفر هاردي وهاري لانجدون وبيلي بيرك وأليس برادي وجيمس إليسون وجين باركر وجون لانج وستيبين فيتشيت وهاتي ماكدانيال. كان مصدر الفيلم هو القصة القصيرة عام 1891 "خيانة زنوبيا" بقلم إتش سي بونر، والتي اشتراها في الأصل المنتج هال روتش كوسيلة لرولاند يونج.

## ملخص الفيلم
يزور رجل سيرك طبيبًا من الريف الجنوبي لعلاج فيله المريض؛ بعد ذلك، يصبح الوحش الممتن مرتبطًا بالطبيب لدرجة أنه يبدأ في ملاحقته في كل مكان.

## طاقم التمثيل
- أوليفر هاردي بدور الدكتور تيبيت
- هاري لانغدون بدور البروفيسور ماكراكل
- بيلي بيرك بدور السيدة تيبيت
- أليس برادي بدور السيدة كارتر
- جيمس إليسون بدور جيف كارتر
- جين باركر بدور ماري تيبيت
- جون لانج بدور فيرجينيا
- أولين هاولاند بدور المحامي كولبيبر
- ج. فاريل ماكدونالد بدور القاضي
- ستيبين فيتشيت بدور زيرو
- هاتي ماكدانييل بدور ديليا (مذكورة باسم "هاتي ماكدانييل")
- فيليب هورليك بدور زيك (إعلان الاستقلال)
- هوبارت كافانو بدور السيد دوفر
- كليم بيفانز بدور الشريف
- تومي ماك بدور الجزار
- روبرت دادلي بدور كاتب المحكمة
- جوقة هول جونسون
- زنوبيا بدور "السيدة زنوبيا" - الفيل
- تشيستر كونكلين بدور المزارع (غير مذكور)
- نايجل دي برولييه بدور رجل المدينة (غير مذكور)

## روابط خارجية
- زنوبيا  في قاعدة بيانات الأفلام على الإنترنت (بالإنجليزية)
- زنوبيا (فلم) في قاعدة بيانات تيرنر كلاسيك موفيز للأفلام.